# 23325 Арройо
23325 Арройо (2001 BK30, 1998 DP37, 1999 TS89, 23325 Arroyo) — астероїд головного поясу, відкритий 20 січня 2001 року.
Тіссеранів параметр щодо Юпітера — 3,542.